# Манинск
Ма́нинск — посёлок в Усольском районе Иркутской области России. Входит в состав Раздольинского муниципального образования. Находится примерно в 61 км к юго-западу от районного центра.

## Население
По данным Всероссийской переписи, в 2010 году в посёлке проживало 11 человек (4 мужчины и 7 женщин).